# لويد فردندال
لويد فردندال (بالإنجليزية: Lloyd Fredendall) (28 ديسمبر 1883 - 4 أكتوبر 1963) جنرال أمريكي شارك في الحرب العالمية الثانية.